# لطيف (اسم)
لطيف هو اسم علم مذكر من أصل عربي، ومعناه هو الرفيق رقيق المعاملة اللين مع غيره، وإذا عرف صار من أسماء الله الحسنى وقد يدل عليه تعالى: من غير تعريف قال تعالى: ﴿إن الله لطيفٌ خبيرٌ﴾ [ الحج من الآية 63].

## شخصيات تحمل الاسم
- لطيف الفورد اليو (لاعب كرة قدم من المملكة المتحدة، 1 يونيو 1992[3] – )
- لطيف باشا سليم الحجازي
- لطيف بليسينج (لاعب كرة قدم غاني، 30 ديسمبر 1996[4] – )
- لطيف رشيد (سياسي عراقي، 10 أغسطس 1944 – )
- لطيف عفيف (1937 – 6 سبتمبر 1972)
- لطيف فتياني (1983 – )
- لطيف كراودر دوس سانتوس (ممثل أمريكي، 23 نوفمبر 1977 – )
- لطيف لحلو (3 أبريل 1939 – )
- لطيف محمد (لاعب كرة قدم غاني، 22 يناير 1990 – )
- لطيف يحيى (كاتب عراقي، 14 يونيو 1964 – 25 يونيو 2002)

## وصلات خارجية
- موسوعة السلطان قابوس لأسماء العرب نسخة محفوظة 5 أبريل 2019 على موقع واي باك مشين.